# Samenstrang
Der Samenstrang (lateinisch Funiculus spermaticus) ist ein Bündel von Leitungsstrukturen für den Hoden, der bei den Säugetieren ausgebildet ist, die einen Hodenabstieg in den Hodensack zeigen. Er erstreckt sich vom inneren Leistenring (Anulus inguinalis profundus) bis an den Hodenkopf. Er wird von einer Tunica serosa umgeben, der außen Bindegewebe (Fascia spermatica interna) anliegt. Die Serosa bildet, ähnlich wie bei Bauchorganen, ein kurzes Gekröse (Mesofuniculus spermaticus).

## Anatomie
Im Samenstrang verlaufen:

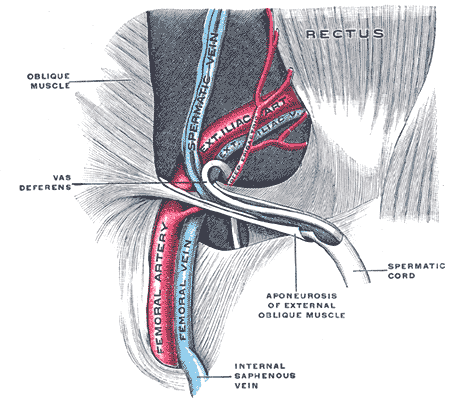
Eröffneter rechter Leistenkanal (Canalis inguinalis) am inneren Leistenring (Anulus inguinalis profundus) beim Mann mit Samenstrang, Samenleiter (Vas deferens) und rechter Hodenvene (Vena testicularis dextra). Die Hodenarterie (Arteria testicularis dexter), der Hodenheber (Musculus cremaster) und die Nervenfasern sind zur besseren Übersichtlichkeit nicht eingezeichnet.

- Arteria testicularis, Vena testicularis (Hodenarterie und -vene)
- Samenleiter (Ductus deferens)
- Nervenfasern des sympathischen Anteils des Vegetativen Nervensystems (Plexus testicularis, Plexus ductus deferentis).

An den Samenstrang legt sich der Hodenhebermuskel (Musculus cremaster) an. Zudem verlaufen mit dem Samenstrang der Ramus genitalis des Nervus genitofemoralis, der Nervus ilioinguinalis, die Arteria und Vena cremasterica und Lymphgefäße von den oberflächlichen Leistenlymphknoten (Lnn. scrotales).
Die Hüllen des Samenstrangs sind Abkömmlinge der Faszien und Muskeln der Bauchwand. Die Schichten von außen nach innen sind:
- Skrotalhaut mit Tunica dartos.
- Fascia spermatica externa, entspricht der Fascia abdominis superficialis.
- Fascia cremasterica, entwickelt sich aus dem Musculus obliquus internus abdominis und enthält den Musculus cremaster, die Arteria und Vena cremasterica und den Ramus genitalis des Nervus genitofemoralis.
- Fascia spermatica interna, entspricht der Fascia transversalis und enthält den Samenleiter samt seinen begleitenden Gefäßen, die Venae testiculares, die Arteria testicularis und den vegetativen Plexus testicularis.

## Rankenkonvolut und -geflecht
Sowohl Hodenarterie als auch -vene knäueln sich oberhalb des Hodens stark auf und sind eng miteinander verflochten. Die Aufknäuelung der Arterie bezeichnet man als Rankenkonvolut, die der Vene als Rankengeflecht (Plexus pampiniformis, von lat. pampinus = der frische Trieb des Weinstocks, die Weinranke). So ist beispielsweise beim Hausrind auf einem Samenstrangabschnitt von etwa 13 cm Länge ein 2 m langes Arterienstück untergebracht. Dadurch entsteht eine sehr große Kontaktfläche zwischen Vene und Arterie.
Rankenkonvolut und -geflecht fungieren als Wärmeübertrager nach dem Gegenstromprinzip. Das ankommende arterielle Blut wird vom aus dem Hoden kommenden venösen Blut abgekühlt, das venöse wieder angewärmt. Dies spielt eine wichtige Rolle bei der Thermoregulation im Hodensack, denn die Spermatogenese kann nur bei einigen Grad unter der Körperinnentemperatur befruchtungsfähige Spermien erzeugen.

## Unblutige Sterilisation
Bei Tieren mit beutelförmigen Hodensäcken (Wiederkäuer), kann man den Samenstrang durch die Wand des Hodensacks quetschen und so eine Verlegung der Blutgefäße und des Samenleiters erzielen. Der Hoden wird somit von seiner Blutversorgung abgeschnitten und stirbt ab, die Tiere sind somit nicht mehr befruchtungsfähig (Sterilisation). Gelegentlich wird dies auch als „unblutige Kastration“ bezeichnet, allerdings ist dies nicht exakt, denn eine Kastration ist die Entfernung der Hoden.